# Mauricio Sperduti
Mauricio Ezequiel Sperduti (ur. 16 lutego 1986 w Rosario) – argentyński piłkarz występujący na pozycji pomocnika. Zawodnik klubu Patronato.

## Kariera klubowa
Sperduti zawodową karierę rozpoczynał w sezonie 2006/2007 w zespole Newell’s Old Boys z Primera División Argentina. W tych rozgrywkach zadebiutował 10 czerwca 2007 w zremisowanym 1:1 pojedynku z Godoy Cruz, a 14 lutego 2009 w wygranym 2:0 spotkaniu z Boca Juniors strzelił pierwszego gola w Primera División. Graczem Newell’s był do sezonu 2012/2013.
W styczniu 2013 przeszedł do włoskiego US Palermo, grającego w Serie A. Jego zawodnikiem był do końca sezonu 2012/2013, jednak nie rozegrał tam żadnego ligowego spotkania. W połowie 2013 roku wrócił do Argentyny, gdzie został zawodnikiem Arsenalu Sarandí, występującego w rozgrywkach Primera División i spędził tam sezon 2013/2014. Następnie przeszedł do paragwajskiego Cerro Porteño, w którym grał do 2015 roku.
Potem występował w argentyńskiej Primera División w zespołach CA Colón, Banfield oraz Patronato.

## Kariera reprezentacyjna
W reprezentacji Argentyny Sperduti rozegrał 2 spotkania. Zadebiutował w niej 16 marca 2011 w wygranym 4:1 towarzyskim meczu z Wenezuelą, a po raz drugi w drużynie narodowej wystąpił 21 kwietnia 2011 w zremisowanym 2:2 towarzyskim pojedynku z Ekwadorem.